# Macquarieøen
Macquarieøen (eller Macquarie Island) er en ø i Sydishavet, omtrent halvvejs mellem Australien og Antarktis. Den er del af delstaten Tasmanien i Australien.
Øen ligger på 54°30′0″S 158°57′0″Ø / 54.50000°S 158.95000°Ø. Den er landets Australiens sydligste punkt. Øen er omkring 34 km lang og 5 km bred, med et areal på 128 km². I 1997 blev den opført på UNESCOs liste over verdensarven.
Australien har en base på øen, som består af mellem 20 og 40 personer.

## Historie
Australieren Frederick Hasselborough opdagede øen tilfældigt den 11. juli 1810 da han ledte efter nye områder for at jage efter sæler. Han gjorde krav på Macquarieøen for Storbritannien og annekterede den til kolonien New South Wales i 1810. Øen er opkaldt efter oberst Lachlan Macquarie (1762-1824), koloniguvernøren som af mange betragtes som Australiens egentlige grundlægger.
Fabian Gottlieb von Bellingshausen, som udforskede området for Aleksandr 1. af Rusland, producerede det første kort af Macquarieøen. Bellingshausen gik i land på øen den 28. november 1820 og stadfæstede den geografiske placering. Mellem 1810 til 1919, var sæler og pingviner næsten udryddet af sælfangere. Det var foreslået at sende kriminelle til øen som straf, men forholdene her og i havområdet omkring øen blev beregnet som så hårde at ideen blev opgivet.
1890 overførte New South Wales øen til Tasmanien, som udlejede den til Joseph Hatch (1837–1928) fra 1902 til 1920, som udvandt olie baseret på fangst af pingviner.
Fra 1911 til 1914 var øen base for den australasiatiske antarktisekspedition. Fra 1911 til 1913 drev George Ainsworth en meteorologisk station på øen, efterfulgt af Harold Power (1913 til 1914) og Arthur Tulloch fra 1914 til den blev nedlagt i 1915. I 1933 blev øen et naturreservat under Tasmanian Animals and Birds Protection Act 1928 og i 1972 var øen et statsreservat under Tasmanian National Parks and Wildlife Act 1970. Australian National Antarctic Research Expeditions (ANARE) oprettede hovedkvarteret for sine ekspeditioner på øen den 25. maj 1948 på Macquarieøen.
I 1987 gik det dansk skib M/S Nella Dan på grund ved øen. Det blev sænket senere samme år d. 24. december.
Den 5. december 1997 kom Macquarieøen på UNESCO's Verdensarvsliste, hovedsagelig på grund af øens unikke geologiske værdier.
Den 23. december 2004 indtraf et kraftigt jordskælv med styrke 8,1 ved Macquarieøen. Det forvoldte ringe skade, men eftersom epicenteret lå ved samme tektoniske brudlinje, som jordskælvet i Det Indiske Ocean tre dage senere, mener mange seismologer, at det kan have været med til at udløse denne naturkatastrofe.
Den 12. april 2008 skete der et nyt jordskælv på 7,1 nær Macquarieøen.

## Fauna
Dyrelivet omfatter blandt andet flere sælarter, deriblandt over 80.000 sydlige søelefanter (Mirounga leonina). Øen er også yngleplads for mere end 800.000 hvidkindet pingvin, og både kongepingvin, bøjlepingvin og sydlig springpingvin yngler her. Endvidere findes der kaniner på øen.

## Galleri
- Macquarieøen
- En strand på Macquarieøen
- Geologisk kort
- Pingviner ved Green Gorge Hut
- Australien har en base på øen